# Zawód (rejon święciański)
Zawód – wieś na Litwie, w okręgu wileńskim, w rejonie święciańskim, w gminie Łyngmany.

## Historia
W czasach zaborów zaścianek w gminie Łyngmiany, w powiecie święciańskim, w guberni wileńskiej Imperium Rosyjskiego. W 1905 roku liczył 7 mieszkańców, 45 dziesięcin.
W dwudziestoleciu międzywojennym zaścianek leżał w Polsce, w województwie wileńskim, w powiecie święciańskim, w gminie Kołtyniany.
W 1931 w 2 domach zamieszkiwało 11 osób.